# Helah Kiprop
Helah Kiprop (Kenia, 7 de abril de 1985) es una atleta keniana, especialista en la prueba de maratón, con la que ha logrado ser subcampeona mundial en 2015.

## Carrera deportiva
En el Mundial de Pekín 2015 gana la medalla de plata en la maratón, quedando tras la etíope Mare Dibaba y por delante de la bareiní Eunice Kirwa.